# Chujophila
Chujophila är ett släkte av insekter. Chujophila ingår i familjen dvärgstritar.
Kladogram enligt Catalogue of Life:
| Chujophila | \| \| Chujophila akuma \| \| \| \| \| \| Chujophila callopyga \| \| \| \| |
|            | \| \| Chujophila akuma \| \| \| \| \| \| Chujophila callopyga \| \| \| \| |
|            | Chujophila akuma                                                          |
|            |                                                                           |
|            | Chujophila callopyga                                                      |
|            |                                                                           |